# George E. Johnson
George E. Johnson (Harleton, Texas, 19 de junio de 1947) es un exjugador de baloncesto estadounidense que jugó tres temporadas en la NBA, una en la ABA y una última en la liga italiana. Con 2,11 metros de altura, lo hacía en la posición de pívot.

## Trayectoria deportiva

### Universidad
Jugó durante cuatro temporadas con los Lumberjacks de la Universidad Stephen F. Austin, en las que promedió 16,6 puntos y 12,9 rebotes por partido. En 1969 fue elegido en el primer equipo All-American de la NAIA. Todavía mantiene el récord de su universidad de rebotes en el total de una carrera, con 1444 en 112 partidos.

### Profesional
Fue elegido en la novena posición del Draft de la NBA de 1970 por Baltimore Bullets, y también por los Memphis Pros de la ABA, eligiendo la primera opción. En su primera temporada como profesional, apenas contó para su entrenador, Gene Shue, que solo lo alineó en 24 partidos, promediando 3,9 puntos y 4,8 rebotes.
Al finalizar la temporada fue despedido, fichando entonces por los Dallas Chaparrals de la extinta ABA. Allí destacó en el aspecto defensivo, consiguiendo su mejor marca reboteadora, 6,9 rechaces por partido. Al año siguiente fue incluido en el draft de expansión de la ABA, siendo seleccionado por los San Diego Conquistadors, pero no llegó a jugar en ese equipo, fichando finalmente como agente libre por Houston Rockets.
En Houston pasó dos temporadas siendo uno de los últimos jugadores del banquillo. Tras un año en blanco, terminó su carrera en la liga italiana, en el Lazio Roma, donde logró los mejores números de su vida, con 21,0 puntos y 15,2 rebotes por partido.

## Estadísticas de su carrera en la NBA y la ABA

### Temporada regular
| Temporada | Edad | Equipo            | Liga  | P   | TIT | MIN  | TC  | TCA | %TC  | 3P  | 3PA | %3P | TL  | TLA | %TL  | R.OF. | R.DEF. | REB | ASIS | ROB | TAP | PER | FP  | PTS |
| 1970-71   | 23   | Baltimore Bullets | NBA   | 24  |     | 14.0 | 1.7 | 4.2 | .410 |     |     |     | 0.5 | 1.3 | .367 |       |        | 4.8 | 0.4  |     |     |     | 2.6 | 3.9 |
| 1971-72   | 24   | Dallas Chaparrals | ABA   | 67  |     | 22.0 | 1.9 | 4.2 | .454 | 0.0 | 0.0 |     | 0.9 | 1.5 | .592 | 1.9   | 5.0    | 6.9 | 0.9  |     |     | 1.3 | 3.1 | 4.7 |
| 1972-73   | 25   | Houston Rockets   | NBA   | 19  |     | 8.9  | 1.1 | 2.1 | .513 |     |     |     | 0.2 | 0.2 | .750 |       |        | 2.4 | 0.2  |     |     |     | 1.7 | 2.3 |
| 1973-74   | 26   | Houston Rockets   | NBA   | 26  |     | 9.2  | 0.9 | 2.0 | .451 |     |     |     | 0.3 | 0.7 | .471 | 0.8   | 1.6    | 2.3 | 0.3  | 0.3 | 0.3 |     | 1.8 | 2.1 |
| Total     |      |                   | TOTAL | 136 |     | 16.3 | 1.6 | 3.5 | .449 | 0.0 | 0.0 |     | 0.6 | 1.1 | .539 | 1.6   | 4.1    | 5.0 | 0.6  | 0.3 | 0.3 | 1.3 | 2.6 | 3.7 |
|           |      |                   | NBA   | 69  |     | 10.8 | 1.2 | 2.8 | .442 |     |     |     | 0.3 | 0.7 | .431 | 0.8   | 1.6    | 3.2 | 0.3  | 0.3 | 0.3 |     | 2.1 | 2.8 |
|           |      |                   | ABA   | 67  |     | 22.0 | 1.9 | 4.2 | .454 | 0.0 | 0.0 |     | 0.9 | 1.5 | .592 | 1.9   | 5.0    | 6.9 | 0.9  |     |     | 1.3 | 3.1 | 4.7 |

### Playoffs
| Temporada | Edad | Equipo            | Liga  | P  | MIN | TCA | TC | 3PA | 3P | TLA | TL | R.OF. | REB | ASIS | ROB | TAP | PER | FP | PTS | %TC  | %3P | %FT  | MIN  | PTS | REB | AST |
| 1970-71   | 23   | Baltimore Bullets | NBA   | 11 | 35  | 7   | 13 |     |    | 1   | 2  |       | 11  | 2    |     |     |     | 9  | 15  | .538 |     | .500 | 3.2  | 1.4 | 1.0 | 0.2 |
| 1971-72   | 24   | Dallas Chaparrals | ABA   | 4  | 96  | 3   | 9  | 0   | 0  | 0   | 0  |       | 24  | 9    |     |     | 6   | 16 | 6   | .333 |     |      | 24.0 | 1.5 | 6.0 | 2.3 |
| Total     |      |                   | TOTAL | 15 | 131 | 10  | 22 | 0   | 0  | 1   | 2  |       | 35  | 11   |     |     | 6   | 25 | 21  | .455 |     | .500 | 8.7  | 1.4 | 2.3 | 0.7 |
|           |      |                   | NBA   | 11 | 35  | 7   | 13 |     |    | 1   | 2  |       | 11  | 2    |     |     |     | 9  | 15  | .538 |     | .500 | 3.2  | 1.4 | 1.0 | 0.2 |
|           |      |                   | ABA   | 4  | 96  | 3   | 9  | 0   | 0  | 0   | 0  |       | 24  | 9    |     |     | 6   | 16 | 6   | .333 |     |      | 24.0 | 1.5 | 6.0 | 2.3 |